# Dakson
Dakson Soares Da Silva, noto semplicemente come Dakson (Santana do Ipanema, 11 luglio 1987), è un calciatore brasiliano, centrocampista svincolato.

## Palmarès

### Competizioni statali
- Campionato Alagoano: 1

CRB: 2016
- Campionato Mato-Grossense: 1

Cuiabá: 2017